# Ernst Morawec

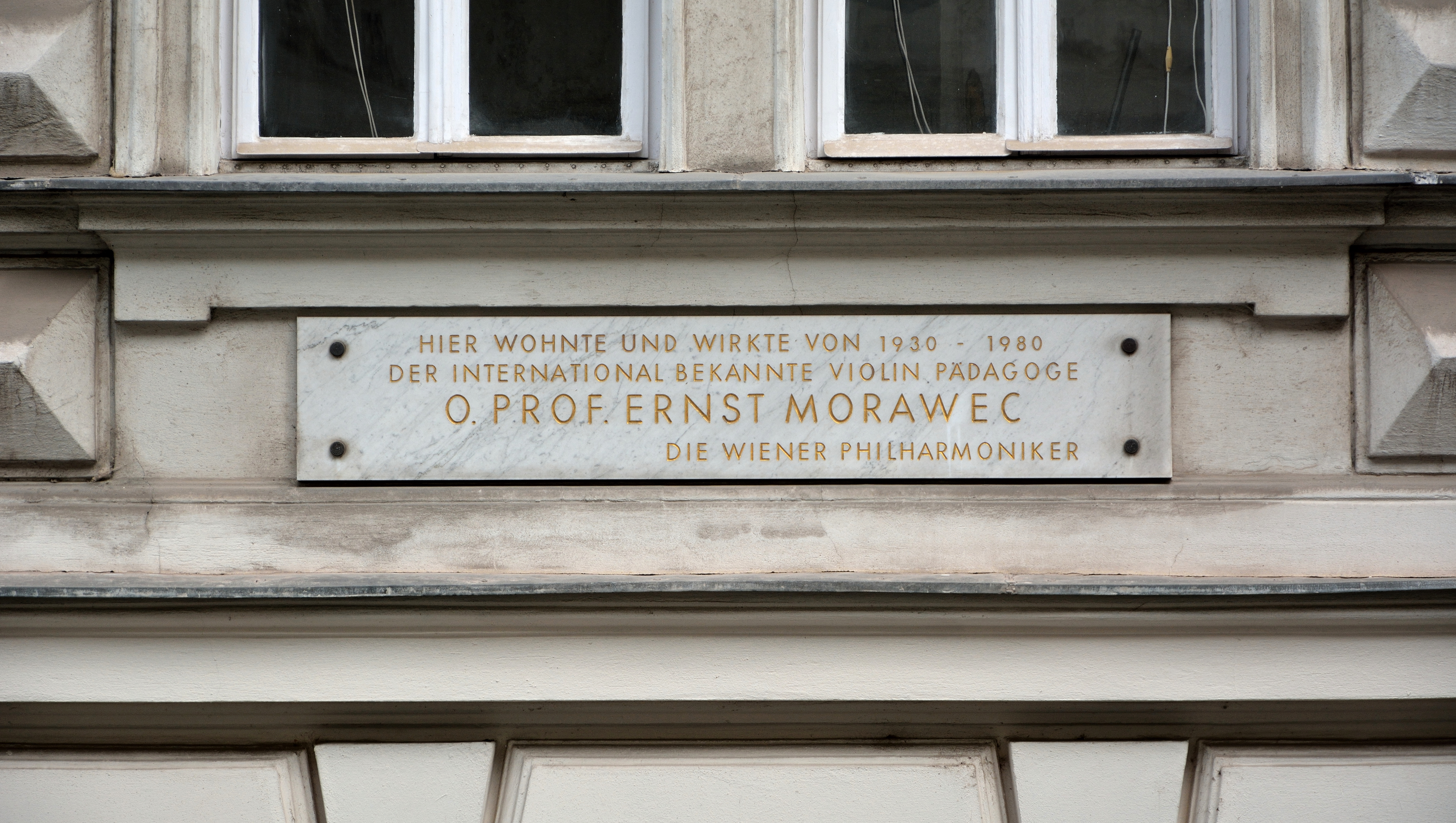
Gedenkplakette am Wohnhaus von Ernst Morawec in der Diesterweggasse 10 in Wien.

Ernst Morawec (auch Ernst Moravec, * 15. Juni 1894 in Wien; † 17. April 1980 ebenda) war ein österreichischer Violinist, Bratschist und Musikpädagoge.

## Leben und Werk
Ernst Morawec wurde am 15. Juni 1894 in Wien geboren. Bereits mit vier Jahren trug er – auf dem Tisch stehend – kleine Kompositionen vor. Nach Absolvierung der Pflichtschule besuchte er die Wiener Musikakademie und studierte bei Otakar Ševčík. Mit mehreren Preisen und mit einer wertvollen italienischen Meistergeige ausgezeichnet, verließ er das Konservatorium. Ernst Morawec wurde im Ersten Weltkrieg eingezogen und brillierte dann als Solist eines 100-Mann-starken Militärorchesters, das er auch leitete. Nach dem Ersten Weltkrieg wurde der junge Künstler von Franz Schalk als Solobratschist an die Wiener Oper verpflichtet.
1919 trat er den Wiener Philharmonikern bei und spielte dort bis 1957. Auch dem 1929 gegründeten Mairecker-Buxbaum-Quartett gehörte er während der ganzen Zeit seines Bestehens an und begleitete es auf erfolgreichen Konzerttourneen durch Europa und Amerika. Er gründete 1938 mit Wolfgang Schneiderhan, Otto Strasser und Richard Krotschak das Schneiderhan-Quartett, das bis 1951 bestand. Ernst Morawec schied 1951 aus diesem Quartett aus, weil er seine zahlreichen Verpflichtungen in der Oper, im Konzertsaal und in der Akademie nicht mit den Aufführungsterminen des Schneiderhahn-Quartettes vereinbaren konnte.
Ernst Morawec entfaltete zudem eine umfassende Tätigkeit als Violinenpädagoge. Von 1930 bis 1960 lehrte er an der Wiener Musikhochschule. Zu seinen Schülern dort gehörten Walter Weller, Willi Boskovsky, der brasilianische Violinist und Dirigent Lavard Skou-Larsen, der kanadische Violinist Taras Gabora und andere.
Ernst Morawec wurde für seine überragenden Leistungen im Bereich der Musik zahlreich im In- und Ausland geehrt. 1954 erhielt er die Mozart-Medaille der Mozartgemeinde Wien, 1964 die Ehrenmedaille der Stadt Wien in Silber.  Er wurde am Hietzinger Friedhof bestattet.